# Риган (Северна Дакота)
Риган (енгл. Regan) град је у америчкој савезној држави Северна Дакота.

## Демографија
По попису из 2010. године број становника је 43, што је 0 (0,0%) становника више него 2000. године.
| Група             | 2000.       | 2010.      |
| Белци             | 43 (100,0%) | 41 (95,3%) |
| Афроамериканци    | 0 (0,0%)    | 0 (0,0%)   |
| Азијати           | 0 (0,0%)    | 0 (0,0%)   |
| Хиспаноамериканци | 0 (0,0%)    | 0 (0,0%)   |
| Укупно            | 43          | 43         |